# كيفن مولر (راكب الكنو)
كيفن مولر (بالألمانية: Kevin Müller)‏ هو راكب الكنو ألماني، ولد في 20 يوليو 1988 في ماغديبورغ في ألمانيا.

## وصلات خارجية
- كيفن مولر على موقع الاتحاد الدولي للكانو (الإنجليزية)